# 呂強
呂強（？—184年），字漢盛，河南成皋（今河南滎陽）人，東漢時的宦官。

## 生平
呂強曾任小黃門，後迁任中常侍，為人清廉自愛、忠心耿耿。

### 直言進諫
光和元年（178年），程璜教唆他人用匿名信誣告蔡邕 （蔡邕的叔父衛尉蔡質和將作大匠陽球有嫌隙。陽球是中常侍程璜的女婿），結果，蔡邕、蔡質被關押到監獄，呂強見蔡邕蒙冤，竭盡全力的為他求情，最終，漢靈帝免了蔡邕死罪，但被流放到朔方郡。

光和二年（179年），漢靈帝打算封呂強為都鄉侯，但呂強指「非功臣不侯」以拒絕，同時也上奏陳述時事，認為蔡邕被流放導致功臣失望，建議召蔡邕回朝更任官職，已經去世但有大功的段熲曾被陽球陷害，家屬被流放到蠻荒之地，呂強也建議將段颎的家屬召回安頓，漢靈帝知道呂強忠心，但沒有採納他的意見。

光和四年（181年），當時漢靈帝喜好囤積私房錢、收集天下的各種奇珍異寶。每次各郡國向朝廷進貢時，都會先送交中署（負責管理皇帝私人財物），名為「導行費」，呂強上書規勸，漢靈帝不予理會。

### 遭誣自殺
中平元年（184年），漢靈帝召開群臣會議，商討對黃巾之亂的對策。北地太守皇甫嵩認為該解除黨人為官的禁令，賞賜出征的將士，漢靈帝詢問呂強意見，呂強勸靈帝大赦黨人，認為如果不赦免黨人，他們說不定會和張角聯合，到時候叛亂的地方會更加擴大，又勸漢靈帝將貪贓枉法的官員處死、考察刺史、二千石官員們的能力，認為這樣叛亂就能平息。漢靈帝懼怕黃巾軍的勢力，於是採納了呂強的意見，大赦了黨人。

同年，趙忠及夏惲指控呂強說他勾結黨人，還經常閱讀《霍光傳》（暗示打算罷黜皇帝），他的兄弟們都貪贓枉法，漢靈帝聽後非常生氣，命令召見呂強，呂強知悉被人指控後，憤恨地說自己死之後，必有大亂。認為大丈夫盡忠國家，不該去面對獄吏！便自殺身亡。
趙忠、夏惲等再次指控，說呂強被召見，還沒問他話，他就自殺，證實他真的有罪，才畏罪自殺。於是，漢靈帝下令逮捕呂強的宗親，沒收了他們的財產。

## 延伸阅读
[在维基数据编辑]
 《後漢書·卷78》，出自范晔《後漢書》